# Коваль Михайло Дмитрович
Михайло Дмитрович Коваль (нар. 1948, Великий Хутір, нині Золотоніського району Черкаської області) — український бандурист.

## З життєпису
«Божа людина з Великого Хутора», — так називають цього народного музику, сучасного кобзаря. Мешкає у Золотоніському районі на Черкащині.
Вперше почув бандуру десятирічним хлопчиком 1958 року по радіо з виступу бандуристки Антоніни Голуб.
|  | Я настроїв бандуру так, як Бог на душу поклав, і грати навчився теж так, як душа того бажала |

Михайло Коваль грає на старосвітській бандурі, яку йому запропонували «оживити» працівники Черкаського краєзнавчого музею Галина та Микола Корнієнки. Вони придбали інструмент у вдови майстра Нагнибіди, який змайстрував його перед смертю.
Бандура не єдине Михайлове захоплення. Він майстерно виготовляє брилі, різноманітні сувеніри, традиційні жіночі пояси-крайки.
З 1998 року Михайло Коваль — член Спілки народних майстрів України. Але найвагоміше місце в його творчості посідає пісня та улюблений музичний інструмент.
2003 року найбільша професійна асоціація національних мовників світу — Європейська Мовна Спілка (ЕВІІ) видала другий музичний альбом світової музики з двох компакт-дисків, до якого увійшов запис виконавця з України Михайла Коваля.

## Пісні
Думи:
- Невільницький плач
- Про Марусю Богуславку
- Про смерть козака-бандуриста

Історичні пісні:
- Пісня про байду
- Про Нечая
- Максим козак-Залізняк
- Ой з-за гори з-за лиману
- Ой 1791 року

Псалми:
- Про Олексія, божого чоловіка
- По горам, горам сам Господь ходив

Соціально-Побутові пісні:
- Невільницька
- Гомін, гомін по діброві (текст [Архівовано 18 Вересня 2008 у Wayback Machine.])
- Собралась біднота
- Гей у мене був коняка